# Civiasco
Civiasco – miejscowość i gmina we Włoszech, w regionie Piemont, w prowincji Vercelli.
Według danych na rok 2004 gminę zamieszkiwało 257 osób, 36,7 os./km².